# Barrage de Calueque
Le barrage de Calueque est une centrale électrique située en Angola, dans la municipalité d’Ombadja et dans la province de Cunene, à 192 kilomètres au nord de la ville d’Ondjiva et non loin de la frontière avec la Namibie.

## Histoire

### Débuts agités
En Angola encore sous contrôle portugais, le barrage de Calueque, dont la construction avait commencé en 1974, avait un rôle minier. Le principal investisseur minier sud-africain était le groupe De Beers, via sa filiale Minorco (Minerais and Resources Corporation). La production de fer, centrée sur la région de Serpa Pinto et Cassinga, atteignait en 1973 environ 9 millions de tonnes, y compris le gisement annexe de Cassala. L'enrichissement du minerai local, dans le cadre d'une association entre capitaux portugais, anglais, français, japonais et sud-africains, est alors rendu possible par les 200 000 kW d'énergie électrique produits par le barrage.
Le barrage a coûté 1,3 milliard de francs à la construction.
Le Water Master Plan présenté en 1974 par l'Afrique du Sud prévoit que les eaux de la Cunene soit redirigées vers l'Ovamboland depuis le barrage de Calueque. L'ouvrage ne put être achevé à cause de l'invasion de l'armée sud-africaine en juillet 1975, lorsque celle-ci envoya ses troupes occuper des positions autour du barrage de Calueque.
Treize ans plus tard, le barrage fut de nouveau le théâtre d'un combat militaire. En juillet 1987, l’armée angolaise lance une offensive de grande envergure dans le sud-est de l’Angola contre les forces de Jonas Savimbi, ce qui amena la bataille de Cuito Cuanavale, où les forces armées de l’Afrique du Sud de l’apartheid se heurtèrent à l’armée cubaine et aux forces angolaises. « Une attaque aérienne et terrestre dévastatrice conduite par les Cubains » donna la victoire à l'Angola. Selon Nelson Mandela, « Cuito Cuanavale a marqué le tournant de la lutte de libération de mon continent et de mon peuple contre le fléau de l’apartheid ».
Le barrage subit de fortes dégradations lors de cette attaque, et l'aqueduc qui passe par d'Ovamboland, subissant alors une grande sécheresse, est détruit.

### Projet de réhabilitation
Les chutes de Ruacana en Namibie étaient une merveille naturelle avant d'être transformées par la construction du barrage. Il fait l'objet d'un projet de réhabilitation, commencé en novembre 2012. Selon le directeur des travaux, Sérgio Fernando, la réhabilitation devait coûter 225 millions de dollars. En novembre 2015, l'Angop annonce l'entrée imminente dans sa phase d'expérimentation du nouveau barrage.
Différents projets valorisant les eaux du Cunene se heurtent cependant à des enjeux contradictoires de l'Angola et de la Namibie et semblent voués à l'échec en 2018. Cependant, les deux pays auraient trouvé des financements pour une coentreprise moins ambitieuse visant à moderniser les infrastructures existantes du barrage de Calueque.  

## Caractéristiques
Le barrage a une hauteur maximale de 19 m au-dessus des fondations et une longueur totale de crête de 2600 mètres. Il possède un corps gravitaire en béton et des ouvrages hydrauliques intégrés dans celui-ci avec prise d’eau et station de pompage pour les systèmes d’irrigation sud et nord. Il est lié à la centrale électrique souterraine de Ruacana, 40 km en aval, sous une chute d'eau et à cheval sur la frontière avec la Namibie. Le filet d'eau s'écoulant du premier barrage est collecté par un déversoir, à un km au-dessus des chutes, qui le conduit jusqu'à l'usine.
Outre les aqueducs qui fournissent l'eau aux villes environnantes, un canal ouvert, bétonné et long de 150km, construit dans les années 1960 part du barrage et alimente Oshakati en eau potable,.